# Jingyu
Jingyu är ett härad som lyder under Baishans stad på prefekturnivå i Jilin-provinsen i nordöstra Kina. Det ligger omkring 220 kilometer sydost om provinshuvudstaden Changchun.